# И-7
И-7 (от «истребитель седьмой»); первоначально HD-37c — советский истребитель-полутораплан «легкий маневренный», спроектированный в конструкторском бюро Эрнста Хейнкеля в Германии с первоначальным названием HD-37c. Строился по лицензии в СССР с 1931 по 1934 годы — всего был построен 131 самолет. Практически сразу после снятия его с производства, был снят с вооружения. По официальной версии был принят на вооружение как временная мера в связи с задержкой во внедрении собственных проектов. Не обладая какими-либо выдающимися данными, интересен тем, что это был первый и единственный боевой самолет иностранной разработки, принятый на вооружение и производимый в СССР в значительных количествах, при этом страна-производитель его сама массово не изготовляла.

## Причины появления
В. Шавров в своей работе «История конструкций самолетов в СССР до 1938 г», указывает, что причиной принятия на вооружение этого самолета была неготовность двигателей М-30, М-31, М-32 и М-37 и М-38 к истребителям И-8 и И-9. Впрочем, другие источники указывают на то, что он изначально заказывался для советских ВВС — как подстраховка на случай неудачи отечественных проектов. Поскольку последние оказались довольно удачны, то внедрение И-7 в серию стало скорее ознакомлением с технологическим процессом и изучением возможности изготовления иностранной авиатехники на отечественных мощностях и из отечественных материалов.

## Серийное производство
27 марта 1930 года был заключен договор между фирмой Эрнста Хейнкеля и Государственным Трестом авиапромышленности СССР (Авиатрестом). Советская сторона получила право на серийную постройку самолета HD-37C сроком на три года. При этом обуславливалась техническая помощь при освоении в производстве, в самолет вносились также все положительные изменения, реализованные на самолете HD-43. Фирма Хейнкеля за сделку получала 150 тысяч марок.
Советской стороной технология изготовления и материалы конструкции самолета были переработаны с учетом доступных в СССР материалов.
Самолет производился на заводе № 1 в Москве в 1932—1934 годах. С 1934 года хвостовое оперение вместо стального стали делать дюралюминовое и таким же образом доработали выпущенные раньше машины.
| Заводы             | 1932 год | 1933 год | 1934 год | Всего |
| ------------------ | -------- | -------- | -------- | ----- |
| Завод № 1 (Москва) | 45       | 18       | 66       | 129   |

## Описание конструкции
Схема самолета — полутораплан. Конструкция — смешанная. Крыло — деревянное, двух-лонжеронное. Пространство между лонжеронами для обеспечения необходимой жесткости снизу зашито фанерой толщиной 1 мм. Элероны имеются на верхнем и нижнем крыле, выполнены из стальных труб, обшиты полотном.
На первых серийных И-7 хвостовое оперение усилено раскосами и расчалками, каркас из стальных труб, обшивка — полотно. Свободнонесущее дюралюминиевое оперение (с конца 1933 года) внешне отличается шагом нервюр и их ориентировкой (на рулях).
Шасси из стальных труб круглого и профилированного сечения, состоит из двух полуосей, связанных шарнирно в центральной части. Амортизация — резиновая. Костыль из сварной стальной трубы с приваренной в нижней части пяткой для установки башмака или лыжонка. Для зимней эксплуатации И-7 оборудовался лыжами. Лыжи деревянные, с ясеневой подошвой толщиной 12 мм, по бортам обиты металлом.

### Вооружение
Самолет имел на вооружении два синхронных пулемета ПВ-1, расположенных в верхней части фюзеляжа.
В нижней части кабины пилота расположены бомбодержатели типа ДЕР-5 для подвески осколочных бомб весом 8 кг.

## ТТХ
Технические характеристики
- Экипаж: 1
- Длина: 6.95 м
- Размах крыла: 10,00 / 8,50 м
- Высота:
- Площадь крыла: 25.87 м²
- Масса пустого: 1410 кг
- Масса снаряжённого: 1793 кг
- Силовая установка: 1 × 12-цилиндровый поршневой двигатель М-17Ф
- Мощность двигателей: 1 × 500 / 715 л.с.

Лётные характеристики
- Максимальная скорость: 291 км/ч (у земли), 286 км/ч (на высоте)
- Крейсерская скорость: 268 км/ч
- Практическая дальность: 700 км
- Практический потолок: 7200 м

Вооружение
- Стрелково-пушечное: 2 х ПВ-1

## Эксплуатация
Служба истребителя проходила, в основном, в авиачастях Белорусского военного округа.
Из наиболее известных акций И-7 следует назвать участие в маневрах Белорусского военного округа в 1934 году.
9 сентября в тыл группы «синих» в районе местечка Тростянец с трех самолетов ТБ-3 был сброшен десант в количестве 75 человек. Десанту была поставлена задача блокировать шоссе Смолевичи — Минск. Прикрытие десанта осуществляли истребители И-7.
Летом 1934 года, с появлением И-15, был снят с вооружения и частью передан в лётные школы.

## Использовавшие страны
- СССР